# 康斯坦·賈克帕
康斯坦·賈克帕 （英文：Constant Djakpa）生於1986年10月17日，是一位象牙海岸籍的足球員，在場上司職左後衛，目前效力於德國足球甲級聯賽的法蘭克福

## 國家隊生涯
賈克帕曾經代表過象牙海岸加入過象牙海岸 U21以及象牙海岸 U23的國家隊，他曾代表過象牙海岸參加2008 Toulon Tournament並在與美國對陣的比賽中，攻入了兩球以及一顆點球。

## 資料來源
1. ↑  . Footiemag.de.   [27 May 2008]. （原始内容存档于2018-10-21）.
2. ↑  . Footiemag.de.   [27 May 2008]. （原始内容存档于2018-10-21）.

## 外部連結
- fussballdaten.de：Constant Djakpa之統計數據 （德文）
- 康斯坦·賈克帕在 National-Football-Teams.com 上的出场纪录